# ماري مكنمارا
ماري مكنمارا (بالإنجليزية: Mary McNamara)‏ هي ناقدة تلفزيونية ‏ وكاتِبة وصحفية أمريكية، ولدت في 1963 في بالتيمور في الولايات المتحدة.

## وصلات خارجية
- ماري مكنمارا على موقع ميتاكريتيك (الإنجليزية)
- ماري مكنمارا على موقع روتن توميتوز (الإنجليزية)